# 桂川 (大分県)
桂川（かつらがわ）は、大分県杵築市から同県豊後高田市を流れ、周防灘に注ぐ二級水系の本流。流域延長29km.

## 概要
国東半島最高峰である両子山付近（杵築市大田小野）を源流とし、様々な支流と合流しながら流れる。おおむね、大分県道34号に沿っており、上流域には鍋山磨崖仏や真木大堂、富貴寺などの文化財がある。下流から河口周辺は、豊後高田市の市街地が形成されており、桂川は河口付近で田笛川と合流して、周防灘に注ぐ。河口は寄藻川の河口と隣り合っている。
豊後高田市を代表する河川として知られており、ホーランエンヤや若宮八幡神社秋期大祭裸祭りの舞台となる。
また近年桂川左岸に中心市街地活性化事業の一環として豊後高田市が「昭和の町」の活性化を行っている。
河川ではうなぎくら漁などが盛んであり、住民の川にたいする活動も多く、地域に親しまれる川である。
大正時代に宇佐参宮鉄道（大分交通宇佐参宮線）は豊後高田より中真玉村までの延長敷設免許を持っていたが桂川架橋工事費用の問題があり実現しなかった。

## 並行する交通

### 道路
- 大分県道34号豊後高田安岐線

## 流域の観光地
- 真木大堂
- 昭和の町
- 高田城